# Enrique Lynch
Enrique Lynch (Buenos Aires, 31 de mayo de 1948-Barcelona, 10 de noviembre de 2020) fue un escritor, ensayista y profesor argentino nacido en Buenos Aires, Argentina.

## Biografía

### Primeros años
Enrique Lynch era el hijo mayor del segundo matrimonio de sus padres, Juan Manuel Lynch, abogado y hombre de empresa y de la escritora Marta Lynch, novelista e intelectual de renombre en la Argentina. Entre sus antepasados está su tío abuelo, el escritor Benito Lynch, uno de los más conspicuos representantes del género de la narrativa gauchesca argentina.
Sus primeros estudios los realizó en la Saint Andrew's Scots School pero, en 1960, por decisión propia, abandonó ese colegio para niños de familias acomodadas e ingresó en el Colegio Nacional de Buenos Aires donde cursó sus estudios secundarios hasta 1966. Algunos hitos relevantes marcan su paso por el Colegio Nacional de Buenos Aires. 
Fue allí donde se despertó en él una marcada vocación por los estudios históricos por lo que, al final de su carrera en dicho colegio, le fue concedida la Medalla de Oro en Historia, Premio Sauberán de 1966. 

### Juventud
Al término de sus estudios secundarios, ingresó en la Facultad de Filosofía y Letras de la Universidad de Buenos Aires en la carrera de Historia, pero a los pocos meses abandonó la universidad para dedicarse a la militancia política. Regresó a la universidad en 1971 pero cambió de orientación y se inscribió en Filosofía, carrera que consideraba como la más ascética y exigente y la menos ligada a las expectativas de éxito personal, cualesquiera que fuesen. En 1975, acabó la licenciatura en Filosofía y se hizo editor, pero un año después, tras el Golpe de Estado en Argentina de 1976, Lynch se exilió en España, donde terminó por radicarse en Barcelona.

### Inicio de su actividad intelectual
En Barcelona, tras muchas dificultades, consiguió terminar la licenciatura de Filosofía en la Universidad Autónoma de esa ciudad con una tesis dirigida por Josep Maria Calsamiglia sobre la obediencia en la teoría del poder en Thomas Hobbes. Entre 1976 y 1991, Lynch trabajó como editor profesional. Fue director editorial de Editorial Gedisa durante diez años, asesor de Carlos Barral en la desaparecida Argos-Vergara, director de Muchnik Editores (en la actualidad El Aleph Editores) y miembro del consejo editorial de Ediciones Destino. Durante este periodo editó y coordinó la publicación de obras aún no traducidas al castellano de autores como George Steiner, Gianni Vattimo, Marshall Sahlins, Lipovetsky y Clifford Geertz. Además de ejercer la crítica en la prensa, Lynch tradujo un buen número de obras clásicas y contemporáneas relevantes en cuatro lenguas, entre las que se cuentan libros de Thomas Hobbes, François Lyotard, Michel Foucault, Massimo Montinari, Jon Elster y Paul de Man.
En 1981 el Gobierno de Francia le concedió una beca para realizar estudios de posgrado en la Universidad de París I, Panthéon-Sorbonne. Lynch se dedicó entonces a investigar en los tratados de educación de príncipes de la España del siglo XVII del catálogo de la Bibliothèque Nationale con objeto de desentrañar un modelo originario de la idea moderna de la obediencia. Obtuvo el Diplôme d’Études Approfondis un año después, pero la experiencia en París le sirvió para cambiar de horizonte en sus estudios. En efecto, al regresar a Barcelona, abandonó el pensamiento político y se interesó por la teoría del discurso y la teoría literaria al tiempo que comenzó su trabajo como crítico literario y ensayista en diversos medios de prensa de España y América Latina.
En un primer momento, Lynch encaró una frustrada tesis doctoral sobre la retórica de legitimidad en la filosofía política, bajo la dirección de Salvador Giner, pero más adelante, muy afectado por la muerte de su madre en 1985, se concentró en la escritura de un ensayo sobre la relación entre el discurso filosófico y la teoría de la narración, titulado La lección de Sheherezade: Filosofía y narración (Barcelona: Anagrama, 1987). Por su originalidad y su factura literaria esta obra obtuvo un inmediato reconocimiento. Fue primer finalista del Premio Anagrama de Ensayo de ese año y primer finalista del Premio Nacional de Ensayo de 1987. En este libro Lynch invierte la hipótesis tradicional según la cual la filosofía es una variación o superación del discurso mítico-narrativo e investiga cuánto tienen las narraciones de una hermenéutica del sentido del tiempo lo que, tras repasar las profusas teorías semióticas de la narración, lo lleva a postular una original definición de mythos y, al final, a encontrar un vínculo estrecho entre la filosofía y la literatura basada en la forma narrativa del discurso y, por esta vía, a especular con la posibilidad de un filosofar sin la necesidad de contar con una idea de la verdad.
Las cuestiones de la relación entre filosofía y literatura las vuelve a abordar en El merodeador: Tentativas sobre filosofía y literatura (Barcelona: Anagrama, 1990) donde siete sucesivas lecturas narrativistas de Canetti, Freud, Ortega, Shakespeare, de Quincey y Descartes ponen a prueba sus propuestas sobre la relación entre el modelo narrativo y la retórica de la argumentación.
En su tercera tentativa de completar su tesis doctoral, Lynch se dedica de lleno a la lectura de Nietzsche, en especial, de los rudimentos de su teoría del lenguaje. Siguiendo una pista sugerida por Paul de Man, Lynch estudia los textos sobre retórica de Nietzsche y finalmente construye un modelo teórico a partir de la obra póstuma nietzscheana en relación con el estatuto retórico del signo. El resultado es finalmente su tesis doctoral Aproximación a la teoría del lenguaje en la obra de Friedrich Nietzsche, dirigida por José María Valverde. La tesis se publica en 1993 en la editorial Destino de Barcelona, con el título: Dioniso dormido sobre un tigre: A través de Nietzsche y su teoría del lenguaje. Lynch defiende en esta obra que en Nietzsche el pensamiento está profundamente imbricado en el lenguaje, hecho de enorme importancia para su ataque contra el racionalismo y el criticismo que casi ha llegado a convertirse en un emblema de la filosofía de nuestro tiempo. Lynch sostiene que a partir de Nietzsche ningún proyecto filosófico puede ya sustraerse a la conciencia de que todo pensar es indistinguible de su condición discursiva. Su libro desentraña una teoría del signo que orienta y sustenta todo el proyecto iconoclasta del filósofo alemán y al mismo tiempo revela la estrecha relación que mantiene unido el pensamiento de Nietzsche con (y contra) su propio estilo.
Tras la obtención del grado de doctor en filosofía, gana la plaza de Profesor Titular de Estética en la Universidad de Barcelona, posición que ejerce hasta su fallecimiento.«2».

### Consagración como ensayista
En 1997 ve la luz su obra más popular y significativa, Prosa y circunstancia (Barcelona, Anagrama), ejercicio literario donde a partir de relatos de circunstancias personales a menudo autobiográficas desarrolla treinta y tres modelos diferentes de prosa ensayística.
En 1999 publica una pequeña historia de la idea de belleza (Sobre la belleza. Madrid: Anaya), tomando como hilo conductor esta idea desde los tiempos de Platón hasta la época actual lo que le permite trazar un recorrido rápido y ponderado de las ideas estéticas de la filosofía occidental, que comienza con la tematización de lo bello en la antigua Grecia y culmina en su ironización presente en el arte y la comunicación contemporánea. Un año después, publica otro ensayo, esta vez, sobre la televisión: La televisión: El espejo del reino. (Barcelona: DeBolsillo, 2000). En él sale al paso de quienes presentan la televisión como un monstruo que deforma la visión del mundo, domina las conciencias e impone los valores morales y de conducta actuales. Contra esta representación apocalíptica de la llamada civilización audiovisual, pero sin incurrir en optimismos injustificados, defiende la tesis opuesta: que la televisión lejos de imponer un patrón inexistente o de servir a un supuesto plan de dominación masiva de los individuos refleja o reproduce fielmente los valores vigentes, incluso los defiende y promueve.
En 2003 publica In-moral: Historia, identidad, literatura (México-Madrid: Fondo de Cultura Económica). In-moral sitúa su reflexión en tres ámbitos: la filosofía de la historia, los prejuicios identitarios y la relación entre filosofía y literatura, que se muestran, a tenor de algunas cuestiones centrales abordadas en el libro, como asuntos de necesaria implicación moral. Sin embargo, Lynch no reivindica en su abordaje moral una ética, más bien intenta ilustrar cómo, de acuerdo con las propuestas de Nietzsche, lo moral se revela en una manera de interpretar que, de acuerdo con la certera observación de Octavio Paz, es al mismo tiempo un ejercicio de compromiso político con nuestro tiempo. Tras una polémica exposición de su propio "in-moralismo", se examinan cuestiones cruciales de filosofía de la historia en torno a un variado repertorio de problemas: el cosmopolitismo kantiano y la utopía revolucionaria; la definición de la política según la schmittiana distinción moral entre amigo y enemigo, y se repasan, críticamente y con ironía, algunos mitos menores de nuestro presente más reciente: Occidente, Europa, el Milenio, etcétera. Lynch toma abiertamente partido contra las políticas de la identidad que se apoyan en una mala elaboración de la llamada “crisis del sujeto” y reivindica la dimensión moral de la literatura para desentrañar la condición humana.
En su penúltimo libro, que contiene cuatro lecciones dictadas en la Universidad de Navarra (Filosofía y literatura: Identidad y/o diferencia - Cuatro lecciones. Cuadernos de la Cátedra Jorge Oteiza, Universidad Pública de Navarra, Pamplona, 2006 y Buenos Aires: Fondo de Cultura Económica, 2007), Lynch vuelve sobre la relación entre filosofía y literatura a través de una aproximación a tres ámbitos discursivos que las hermanan: la poesía, el mito y la prosa. La primera lección trata acerca del estatuto de la crítica (o teoría literaria), como semiología, donde los signos son leídos como referidos a ellos mismos. La segunda lección da una definición de lo poético como cualidad de la precisión en el lenguaje, al contrario de la mistificación de la función y la palabra de la poesía que se suele encontrar en los comentarios romanticistas y contra las tesis de la hermenéutica contemporánea, que ve en el lenguaje de la poesía un modelo fundacional que la filosofía haría bien en imitar para no sucumbir a la inhumanidad del lenguaje de la eficacia técnica. La tercera lección se ocupa de lo mítico en la narración y en la experiencia real u onírica. Aquí se muestra que la filosofía sigue siendo literatura porque nunca se desprendió de su raigambre mitológica originaria, como muestran los programas ideológicos modernos y contemporáneos. Y por último, la cuarta lección aborda la difícil cuestión de la índole de la prosa, propone una analogía entre las prosas del cuento y del ensayo, y sostiene que el ensayo es el género característico de la filosofía después de Nietzsche.
En 2014 publica una compilación de ensayos breves originariamente aparecidos en formato digital en la sección "El Nubarrón" de la revista Las Nubes «3». con el título: "Nubarrones: Breviario intermitente. Barcelona: Comba, 2014.

### Actividad posterior
En 2004, conjuntamente con Elisenda Julibert, Gonzalo Torné, Socorro Giménez y Antonio Gutiérrez Vara, Enrique Lynch creó Las Nubes, revista digital de filosofía, arte y literatura.«3».
Desde el año 2012, colaboró con el diario español El País, tanto como columnista como crítico de su suplemento cultural Babelia.

## Fallecimiento
Falleció el 10 de noviembre de 2020 en Barcelona, España, víctima de un cáncer. Tenía setenta y dos años.

## Obras publicadas
- Hobbes: La gramática de la obediencia, seguido de una antología de textos de Thomas Hobbes. En Textos cardinales. Barcelona: Península, 1987.
- La lección de Sheherezade: Filosofía y narración. Barcelona: Anagrama, 1988. Obra finalista del XV Premio Anagrama de Ensayo.
- El merodeador: Tentativas sobre filosofía y literatura. Barcelona: Anagrama, 1990.2ª edición, Barcelona: DeBolsillo, 2007.
- Dioniso dormido sobre un tigre: A través de Nietzsche y su teoría del lenguaje. Barcelona: Ediciones Destino, 1993.
- La lección de Sheherezade: Filosofía y narración. 2ª edición, corregida y aumentada. México: Editorial Ariel, 1995. 3ª edición, Barcelona: DeBolsillo, 2007.3ª
- Prosa y circunstancia. Barcelona: Anagrama, 1997 y Buenos Aires: Alfaguara-Taurus, 1999.
- Sobre la belleza. Madrid: Anaya, 1999.
- La televisión: El espejo del reino. Barcelona: DeBolsillo, 2000.
- In-moral: Historia, identidad, literatura. México-Madrid: Fondo de Cultura Económica, 2003.
- Filosofía y/o literatura: Identidad y/o diferencia: Cuatro lecciones. Pamplona: Cuadernos de la Cátedra Jorge Oteiza, Universidad Pública de Navarra, 2006 y Buenos Aires: Fondo de Cultura Económica, 2007.
- Nubarrones: Breviario intermitente. Barcelona: Editorial Comba, 2014.